# The 13 Ghosts of Scooby Doo
The 13 Ghosts of Scooby Doo sedmi je animirani serijal iz serije Scooby Doo, stvoren u studiju Hanna-Barbera i premijerno prikazivan na televizijskoj postaji ABC od 7. rujna 1985. do 7. prosinca 1985. Uključuje 13 epizoda (1 sezona).

## Radnja
Prevareni od dva duha, Bogela i Weerda, Shaggy i Scooby u hramu na Himalaji oslobađaju iz tajanstvenoga kovčega 13 najstrašnijih demona na svijetu. Zajedno s Daphne, Scrappyjem i Flim Flamom, dječakom koji se prvi i jedini put pojavljuje kao dio ekipe u ovom serijalu, idu u potragu po cijelom svijetu kako bi sve demone vratili u kovčeg. To mogu učiniti samo oni jer su ih oni i oslobodili. Pomaže im i čarobnjak Vincent Van Ghoul (stvoren po uzoru na Vincenta Pricea, koji mu je i posudio glas) koristeći čarobnu kuglu kako bi stalno bio u kontaktu s njima te izvodeći kojekakve čarolije.

## Glasovi
- Don Messick kao Scooby Doo i Scrappy Doo
- Casey Kasem kao Shaggy Rogers
- Heather North kao Daphne Blake
- Susan Blu kao Flim Flam
- Arte Johnson kao Weerd
- Howard Morris kao Bogel
- Vincent Price kao Vincent Van Ghoul

## Popis epizoda
| Broj | Naziv                               | Demon                       |
| ---- | ----------------------------------- | --------------------------- |
| 01   | To All the Ghouls I've Loved Before | nema (demoni su oslobođeni) |
| 02   | Scoobra-Kadoobra                    | Maldor                      |
| 03   | Me and My Shadow Demon              | Morbidia                    |
| 04   | Reflections in a Ghoulish Eye       | Zrcalni demon               |
| 05   | That's Monstertainment              | Zomba                       |
| 06   | Ship of Ghouls                      | Vjetreni duh                |
| 07   | A Spooky Little Ghoul Like You      | Nicara                      |
| 08   | When You Witch Upon a Star          | Marcella                    |
| 09   | It's a Wonderful Scoob              | Time Slime                  |
| 10   | Scooby in Kwackyland                | Demondo                     |
| 11   | Coast-to-Ghost                      | Rankor                      |
| 12   | The Ghouliest Show on Earth         | Profesor Fantasmo           |
| 13   | Horror-Scope Scoob                  | Simbolo                     |

## DVD izdanja u Hrvatskoj

### Distribucija Continental film
- Scooby Doo i filmska čudovišta (DVD; jedna epizoda: 5)
- Scooby Doo i čudovišta iz cirkusa (DVD; jedna epizoda: 12)